# Francesca da Rimini (film, 1911)
 (juillet 2025).
Pour les articles homonymes, voir Francesca da Rimini (homonymie).
Pour plus de détails, voir Fiche technique et Distribution.
Francesca da Rimini est un film italien réalisé par Ugo Falena, sorti en 1911.
Ce film muet en noir et blanc est la troisième adaptation au cinéma de la pièce de théâtre éponyme de Gabriele D'Annunzio, elle-même inspirée du chant V de la Divine Comédie de Dante, qui raconte l'histoire tragique des amants Paolo et Francesca.

## Fiche technique
- Titre : Francesca da Rimini
- Réalisation : Ugo Falena
- Sujet : Gabriele D'Annunzio, d'après sa pièce de théâtre Francesca da Rimini
- Société de production : Film d'Arte Italiana
- Pays d'origine :  Royaume d'Italie
- Langue : italien
- Format : Noir et blanc – 1,33:1 – 35 mm – Muet
- Genre : Film historique
- Longueur de pellicule : 275 m (1 bobine)
- Durée : ~10 minutes
- Année : 1911
- Dates de sortie :
  -  Royaume d'Italie : 1911

## Distribution
- Francesca Bertini : Francesca da Rimini
- Francesco De Gennaro : Lanciotto Malatesta
- Guido Conforti : Paolo Malatesta
- Giulio Grassi : Guido da Polenta
- Stanislao Ciarli : le bouffon